# Интурист (гостиница, Москва)
Гости́ница «Интури́ст» — гостиничный комплекс, располагавшийся с 1970 по 2002 год в Москве на Тверской улице. Являлся частью советского туроператора ВАО «Интурист». В 2001 году на его месте было решено возвести здание, более соответствующее стилистике улицы, и в 2007 году на участке открылся «The Ritz-Carlton, Moscow».

## История

### Строительство
Предположительно, изначально на месте гостиницы «Интурист» располагался доходный дом. Во второй половине XIX века в эти помещения переехала гостиница «Франция», которая ранее находилась на Петровке. В его номерах останавливались Николай Некрасов, Александр Блок, Иван Тургенев и Михаил Салтыков-Щедрин. Существует мнение, что в это время в здании обосновались также гостиница «Париж» и трактир «Цареградский», однако они занимали строение на другой стороне улицы, напротив «Националя».
После Октябрьской революции дом переоборудовали под коммунальные квартиры, которые просуществовали на этом месте почти полвека. В 1960-х годах советское правительство планировало застроить центр города высотками в стиле модернизма, возведёнными на месте исторических построек. 28 марта 1965 года участок по адресу Тверская улица, 3 был расчищен для строительства нового здания. На следующее утро в газете «Вечерняя Москва» появилась заметка, посвящённая этому событию:

Вчера в 10 часов утра начался снос старых строений на улице Горького [название Тверской улицы с 1932 по 1990 год] — от гостиницы «Националь» до театра имени Ермолова… кирпичная стена приземистого трёхэтажного дома… Стальной шар весом три тонны… Удар! Кусок стены рухнул на землю… Оседает стена, рушится, падает к ногам строителей нового, строителей лучшего.
В конце 1960-х годов на этом месте началось возведение гостиницы «Интурист» по проекту архитекторов Всеволода Воскресенского, Юрия Шевердяева и Александра Болтинова. Работники НИИ имени Николая Герсеванова, отвечавшие за вычисление параметров конструкции, использовали инновационную для того времени технологию расчёта фундаментных плит с применением ЭВМ. Строение имело двадцать два наземных и два подземных этажа, а также вмещало 436 номеров, включая 70 люксов и 13 апартаментов. По задумке Вознесенского, впечатлённого американскими небоскрёбами, здание должно было быть значительно выше, однако фактический руководитель Москвы и первый секретарь Московского городского комитета КПСС Виктор Гришин воспротивился этому. Кроме того, изначально на месте театра Ермоловой, расположенного по соседству, планировалось возвести вторую линию отеля, но позднее и от этой идеи отказались.
Работы были окончены в 1970 году. Комплекс имел упрощённые архитектурные формы и стал самым высоким сооружением из железобетона в столице. В первые годы необычное строение получало положительные отзывы, однако позднее многие москвичи находили, что здание смотрится неуместно в историческом центре города. Некоторое время стилобат «Интуриста» украшала абстрактная скульптурная композиция, по легенде, её сняли, когда члены горкома КПСС не смогли объяснить смысл творения группе работниц Центрального телеграфа. Холлы отеля были оформлены витражами, созданными по эскизам Леонида Полищука и Светланы Щербининой. Всего они выполнили три работы: «Земля в цвету», «Космос», «Мужчина и женщина». Последнее произведение почти не упоминалось в периодической печати того времени, так как считалось провокационным из-за изображений нагих людей.

### Использование
Здание находилось в ведомстве ВАО «Интурист», которое занималось обслуживанием иностранных путешественников во время их пребывания на территории СССР. Некоторое время в стенах отеля действовал первый в стране фан-клуб группы «The Beatles», но позднее собрания перенесли в гостиницу «Метрополь», расположенную неподалёку.
В 1980-е годы «Интурист» стал центром торговых спекуляций и, по некоторым данным, валютной проституции, что сильно испортило репутацию гостиницы. 26 апреля 1999 года на 20 этаже отеля, где располагались офисы коммерческих фирм, прогремел взрыв. Во время теракта пострадало 11 человек, были разрушены кабинеты компаний, арендующих помещения, и выбиты панорамные окна двух этажей.

### Демонтаж

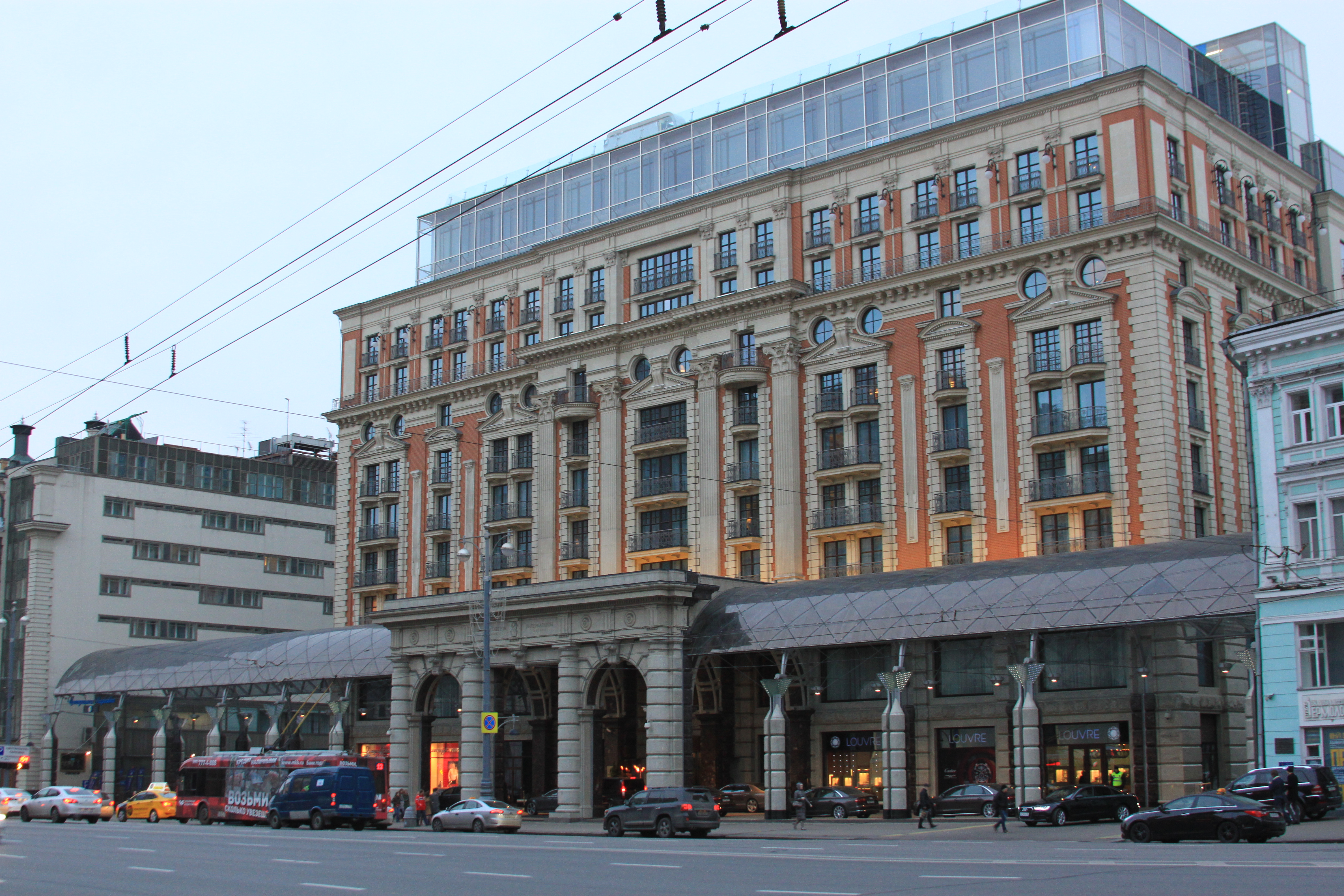
Гостиница «Ритц-Карлтон Москва», 2014 год

В 1999 году мэр Москвы Юрий Лужков сравнил «Интурист» с «гнилым зубом», и в октябре того же года был организован конкурс инвестиционных проектов на строительство нового отеля. Победителем стал французский холдинг Superior Venture Limited, который планировал инвестировать 130 миллионов долларов и возвести комплекс, отвечающий стандартам компании Hilton. В ноябре 2001 года Юрий Лужков подписал распоряжение о сносе гостиницы. Несмотря на это, через два месяца было заявлено, что здание планируют разобрать и перенести в другой район, где оно уместнее впишется в городской ландшафт. Однако аварийное состояние конструкций не позволило осуществить данную задумку.
Снос кубической постройки вызвал оживлённые разногласия искусствоведов: большинство поддерживало этот проект, однако отдельные архитекторы полагали, что он является пренебрежением к достижениям прошлых поколений. Тем не менее, когда 7 января 2002 года гостиницу покинул последний постоялец, начался демонтаж здания. Строительные материалы принадлежали правительству Москвы, поэтому работы проводились по малоотходной технологии: стекло было продано с аукциона, бетонные плиты переработаны в щебень, а металлоконструкции отправлены на переплавку. Витражи, являвшиеся объектами культурного наследия регионального значения, были утрачены.
В 2004—2007 годах было возведено новое здание гостиницы по проекту Андрея Меерсона. В процессе работ права на строительство и аренду участка выкупил новый девелопер. Им стал холдинг Capital Partner, а в построенном здании расположилась гостиница «The Ritz-Carlton, Moscow». Всего было обустроено 334 номера, а общая площадь комплекса составила 59,3 тысячи м². По мнению некоторых исследователей, при создании дома архитекторы нарочно отошли от советского модерна 1970-х годов и взяли за основу стилистику расположенного рядом «Националя», однако новая постройка тоже вызвала споры о художественной выразительности фасадов.